# ハリソン・ラフィン・タイラー
ハリソン・ラフィン・タイラー（英語: Harrison Ruffin Tyler, 1928年11月9日 - 2025年5月25日）は、アメリカ合衆国の化学技術者、実業家、保存修復家である。1968年に水処理会社のケムトリート社を協同設立し、またシャーウッド・フォレスト・プランテーションの修復を行った。父は歴史家・教育者のライアン・ガーディナー・タイラー、祖父は第10代アメリカ合衆国のジョン・タイラーであり、ハリソンはその最後の孫としてタイラー家の歴史を語り継いでいる。1996年にポカホンタス砦を購入し、その保存を提唱している。

## 生い立ちと教育
ハリソン・ラフィン・タイラーは1928年11月9日にスーザン・ラフィン（Susan Ruffin）とライアン・ガーディナー・タイラー（Lyon Gardiner Tyler）のあいだに生まれた。父方の祖父母はジョン・タイラーとジュリア・ガーディナーである。また母方を通じてエドマンド・ラフィンの曾孫にあたり、さらにベンジャミン・ハリソン4世、ロバート・カーター1世、ポカホンタスの子孫でもある。タイラーは家族的なコネクションがあったにもかかわらず、世界恐慌の時代には貧しく育った。
タイラーは幼児期に父を亡くし、母からホームスクーリングを受けた後、バージニア州チャールズシティ郡の公立学校に通った。彼はセント・クリストファー・スクールにも短期間通った。父のフランクリン・D・ルーズベルトとの友人関係を通じ、タイラーはアスター子爵夫人ナンシー・アスターからウィリアム・アンド・メアリー大学での教育資金として5000ドルの小切手を受け取った。1949年に彼は化学の学位を得て卒業した。1951年、タイラーはバージニア工科大学で化学工学の学位を取得した。

## キャリア
タイラーは化学技術者で、実業家でもある。大学卒業後、彼はバージニア＝カロライナ・ケミカル・コーポレーションでプロジェクトマネジャーとして働き、サウスカロライナ州チャールストンの工場を指揮した。タイラーはシンシナティにある工場の立ち上げ技術者として働いた際に軟水について理解し、硬水の処理方法を学んだ。彼はアルミニウムの光沢に関連する水処理で特許を取得した。1963年、バージニア＝カロライナ・ケミカル・コーポレーションはモービルにより買収された。企業文化の変化に伴い、タイラーは仲間のウィリアム・P・シモンズと共にケムトリート社を設立した。この水処理会社はバージニア州グレンアレンに本社を置いた。彼は工業用水冷却システムの問題に化学で対処した。同社は病院や紙・パルプ分野と連携した。2000年、タイラーは自社で従業員持ち株制度を主導した。ケムトリートは2007年にダナハーにより買収された。

## 私生活
タイラーとサウスカロライナ州ジョンストンのマルベリー・ヒル・プランテーションのフランシス・ペイン・ブックナイト（Frances Payne Bouknight）に1957年に婚約を発表した。夫婦関係は1957年7月から2019年2月8日に彼女が亡くなるまで続き、娘のジュリア・ガーディナー・タイラー・サマニエゴ（Julia Gardiner Tyler Samaniego, 1958年生）、息子のハリソン・ラフィン・タイラー・ジュニア（Harrison Ruffin Tyler Jr., 1960年生）とウィリアム・ブックナイト・タイラー（William Bouknight Tyler, 1961年生）が生まれた。彼らはバージニア州リッチモンドに居住した。
タイラーは保護主義者であり、1975年に彼の家族は親戚からシャーウッド・フォレスト・プランテーションを購入し、その修復を監督した。タイラーは家族の歴史について公に語っている。1996年に彼はポカホンタス砦を購入し、その保存を資金面で支援した。1997年からはウィルソンズ・ワーフで毎年開催される南北戦争のリエナクトを後援している。1997年、彼はウィリアム・アンド・メアリー考古学研究センターと協力してポカホンタス砦の評価と研究を行った。2001年、彼はウィリアム・アンド・メアリー大学歴史学科に500万ドルと父が残した2万2000冊の書籍や文書を寄贈した。2021年、大学は彼に敬意を表して学科名をハリソン・ラフィン・タイラー歴史学科に改めた。
タイラーは2012年からミニストロークを繰り返し、その後は認知症を患っている。彼はバージニア州の介護施設で暮らし、息子のウィリアムがシャーウッド・フォレスト・プランテーションを管理している。ジョン・タイラーは存命の孫がいる最古の大統領である。
2025年5月25日の夜に死去。96歳没。

### 個別
1. ↑  Richmond Times-Dispatch 1928, p. 13.
2. 1 2 3  Daily Press 1979, p. 207.
3. ↑  Junek 1996a, p. 1.
4. 1 2 3 4 5 6  Brockell 2020.
5. 1 2 3  Besch 2017, p. 225.
6. ↑  Weinger 2012.
7. 1 2  Kilian 1992.
8. ↑  Besch 2017, p. 225–226.
9. 1 2  The Progress-Index 2007, p. A9.
10. 1 2 3 4  Besch 2017, p. 226.
11. 1 2 3 4  Kolenich 2021.
12. ↑  Blackwell 2007.
13. ↑  Richmond Times-Dispatch 1957, p. 45.
14. ↑  Daily Press 2019, p. A10.
15. ↑  Junek 1996b, p. 1.
16. ↑  National Park Service.
17. ↑  Besch 2017, p. 227.
18. ↑  “Harrison Ruffin Tyler, grandson of 10th U.S. president and longtime Richmonder, dies at 96” (英語). The Richmonder (2025年5月28日). 2025年5月28日閲覧。

### 全般
- Besch, Edwin W. (2017). U.S. Colored Troops Defeat Confederate Cavalry: Action at Wilson's Wharf, Virginia, 24 May 1864. McFarland. ISBN 978-1-4766-2737-3
- Blackwell, John Reid (2007年7月8日). “Buyout enriches workers”. Richmond Times-Dispatch 2021年1月6日閲覧。
- Brockell, Gillian (2020年11月29日). “The 10th president's last surviving grandson: A bridge to the nation's complicated past”. The Washington Post. ISSN 0190-8286 2021年9月21日閲覧。
- Junek, Greg (April 19, 1996a). “Spotlight Shines on Tyler History”. Tyler Morning Telegraph:  pp. 1 2021年9月21日閲覧。
- Junek, Greg (April 20, 1996b). “Celebrating 150 Years Ex-President's Kin Joins City In Festivities”. Tyler Morning Telegraph:  pp. 1 2021年9月21日閲覧。
- Kilian, Michael (1992年8月2日). “Grandfather Tyler's Magnificent Plantation”. Chicago Tribune 2021年9月21日閲覧。
- Kolenich, Eric (2021年4月23日). “William & Mary renames three buildings, history department that honored Confederate supporters”. The Roanoke Times 2021年9月21日閲覧。
- “Dr. and Mrs. Tyler are Parents of Second Son”. Richmond Times-Dispatch:  pp. 13. (1928年11月23日) 2021年9月21日閲覧。
- “Charles City County: Fort Pocahontas (U.S. National Park Service)”. 2021年9月21日閲覧。
- “The Tyler”. Daily Press:  pp. 207. (1979年6月17日) 2021年9月21日閲覧。
- “John Tyler chemistry class gets surprise lesson on American history”. The Progress-Index:  pp. A9. (2007年7月29日) 2021年9月21日閲覧。
- “Bouknight-Tyler Betrothal Announced”. Richmond Times-Dispatch:  pp. 45. (1957年7月7日) 2021年9月21日閲覧。
- “Obituary for Frances Payne Bouknight Tyler, 1933-2019 (Aged 85)”. Daily Press:  pp. A10. (2019年2月13日) 2021年9月21日閲覧。